# Грифид ап Оуайн
Грифид ап Оуайн (валл. Gruffydd ap Owain; умер в 935 году) — король части Гливисинга (930—934), сын Оуайна, короля Гливисинга, и его жены Элейн, дочери Родри.

## Биография
В 930 году умер Оуайн, который с 920 года правил Гвентом и Гливисингом одновременно. Моргануг был разделен между его тремя сыновьями: Кадуган и Морган стали править Гливисингом, а Грифид стал править полуостровом Гауэр, что на самом крайнем западе Гливисинга, на границе с Дехейбартом.
В 935 году он был убит людьми из Кередигиона и его земли унаследовал его брат Кадуган.